# Cymodusa nigripes
Cymodusa nigripes är en stekelart som först beskrevs av Henry Lorenz Viereck 1925.  Cymodusa nigripes ingår i släktet Cymodusa och familjen brokparasitsteklar. Inga underarter finns listade i Catalogue of Life.